# Subkarpaten
Als Subkarpaten (rumänisch Subcarpați; deutsch Vorkarpaten bzw. Karpatenvorland) wird das Vorland bzw. Vorgebirge des Karpatenbogens in Rumänien bezeichnet. 
Parallel zu den Ostkarpaten und den Südkarpaten gliedert es sich in die Östlichen bzw. Moldauischen Vorkarpaten und die Getischen Vorkarpaten – die sich jeweils östlich bzw. südlich vor den "äußeren" Karpaten befinden – sowie die Inneren Vorkarpaten, die vor den "inneren" Ostkarpaten liegen.
Die Subkarpaten sind ein Übergangsgebiet zwischen Gebirge und Hochland, das vor allem aus jungtertiären Sedimenten wie Sandstein aufgebaut und mit Löß überdeckt ist. Von den aus den Karpaten kommenden Flüssen und Nebenflüssen wird es in tiefe Täler zerschnitten.

## Quelle
- Christoph Kruspe, Jutta Arndt: Taschenlexikon Rumänien, Seite 152. Bibliographisches Institut Leipzig 1984